# هاجر بوساق
هاجر بوساق  (ولدت 10 فبراير 1992م الرباط) قارئة مغربية، حصلت على العديد من الجوائز الوطنية والعالمية.

## مسيرتها
التحقت هاجر بوساق بدار القرآن الحاج البشير لتحفيظ القرآن ونشر علومه بمدينة تمارة في سن الثامنة، حيث كانت أم هاجر توقظها على الساعة 4 صباحا للذهاب إلى دار القرآن إذ كانت تدرس يوم السبت مع الكبار مادة التطبيق (التجويد) مع الأستاذ محمد الأسلمي ويوم الأحد كانت تقتصر على حفظ كتاب الله. فلقد درست هاجر 6 سنوات في هذه الدار بحيث خرجت منها بتزكية في تجويد القرآن الكريم.
في سن 10 بدأت هاجر خطوتها الأولى في الظهور أمام الجمهور، وكانت أول مرحلة هي قراءتها في ليلة القرآن بمسرح محمد الخامس بالرباط أمام آلاف من الحاضرين. صرحت: «كنت في الحقيقة جد خائفة لأنه لم يسبق لي أن قرأت القرآن امام هذا الحشد الكبير».
في سن 15 سنة التحقت بدار القرآن الحاج الريفي بحي النهضة 2 وتتلمذت هناك على الشيخ الدكتور عبد الفتاح الفريسي مؤسس ومدير المؤسسة علم التجويد والدراسات القرآنية، وهي لا زالت تتابع هناك دراسة العلوم الشرعية كما أنها تدرس كذلك مادة التجويد للأطفال. في سن 16 أصبحت هاجر بوساق حاملة لكتاب الله وبهذه المناسبة حلت ضيفة على اٍذاعة محمد السادس في برنامج الحافظات.
تابعت دراستها في السنة الثانية باكالوريا علوم رياضية، وتزوجت سنة 2010 من أحمد محمد حسان ابن الداعية الشيخ محمد حسان، والذي تطلقت منه لاحقا.

### مشاركتها في المسابقات
شاركت في عدة مسابقات بعض في: (المؤسسات التعليمية والبعض الآخر في المساجد) وكانت تحصل على الرتبة الأولى.
بعد ذلك تقدمت لتشارك في مواهب في تجويد القرآن الكريم التي تنظمها القناة الثانية لسنة 2005/2006 فحصلت على الرتبة الأولى، والغريب أنها في نفس العام وفي نفس الشهر شاركت في مسابقة محمد السادس الوطنية في الطريقة المشرقية بحيث كانت من نصيبها كذلك. كانت لها مشاركات عدة في أمسيات ومهرجانات.
في يوليو 2013 تُوجِّت هاجر بوساق بالجائزة الأولى في المسابقة العالمية لتجويد القرآن الكريم بماليزيا، صنف النساء، وتسلَّمت جائزتها من ملكة ماليزيا. لتكون بذلك ثانية مغربية وعربية، بعد حسناء خولالي، تفوز بهذه الجائزة في تاريخ المسابقة.